# Кали Учис
Кали Учис (на английски: Kali Uchis) е колумбийско-американска певица и авторка на песни.

## Биография
Издава дебютния си микстейп Drunken Babble, а през 2015 г. и миналбума Por Vida. През 2018 г. излиза първия и студиен албум Isolation, който постига голям успех.
Вторият ѝ албум и първият ѝ испанско езичен проект се казва Sin Miedo (del Amor y Otros Demonios) и е издаден през 2020 г. Сингълът Telepatía от същия албум влиза в класацията Билборд Хот 100.
Печели награда Грами за най-добър танцувален или електронен запис за сингъла „10%“ на Kaytranada.
Кали Учис е родена в Александрия (Вирджиния) и рожденото ѝ име е Карли-Марина Лоаиза. Баща ѝ се мести да живее в САЩ от Перейра, Колумбия и там се запознава с нейната майка.
Сериозно влияние върху музиката ѝ според самата нея и оказват Ела Фицджералд, Били Холидей, Къртис Мейфийлд, Ирма Томас, Селия Крус, Шакира, Марая Кери и други.

## Личен живот
Учис се разкрива като бисексуална през 2020 г.
На 11 януари 2024 г. Учис споделя, че очаква дете от връзката си с рапъра Дон Толивър.

## Дискография

### Студийни албуми
- Isolation (2018)
- Sin Miedo (del Amor y Otros Demonios) (2020)
- Red Moon in Venus (2023)
- Orquídeas (2024)